# Jacques von Bedriaga taxonjai

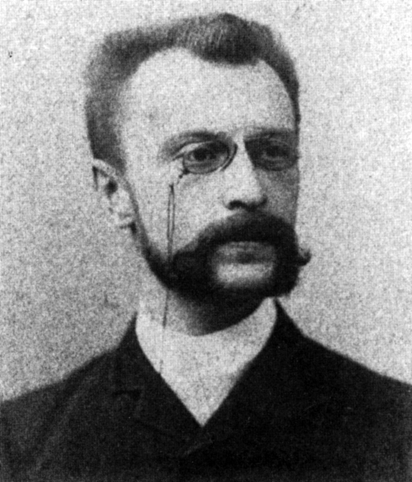
Jacques von Bedriaga

Ezen a listán azok a taxon nevek szerepelnek, amelyeket Jacques von Bedriaga (1854 – 1906) alkotott. Azok a taxon nevek, amelyek nincsenek belinkelve, manapság csak szinonimaként használtak (az alábbi lista nem teljes):

## Hüllők
- balkáni zöld gyík (Lacerta trilineata) Bedriaga, 1886
- égei-tengeri faligyík (Podarcis erhardii) (Bedriaga, 1882)
- máltai faligyík (Podarcis filfolensis) (Bedriaga, 1876)
- miloszi faligyík (Podarcis milensis) Bedriaga, 1882
- Elaphe quatuorlineata muenteri (Bedriaga, 1882)

## Kétéltűek
- Bombinator pachypus var. Kolombatovici Bedriaga, 1890 - sárgahasú unka
- Molge blasiusi Bedriaga, 1897 - közönséges tarajosgőte